# Kanton Saint-Amand-les-Eaux-Rive gauche
Saint-Amand-les-Eaux-Rive gauche is een voormalig kanton van het Franse Noorderdepartement. Het kanton maakte deel uit van het arrondissement Valenciennes.
In maart 2015 werden de beide kantons van Saint-Amand-les-Eaux opgeheven en werden de gemeenten opgenomen in een nieuw kanton Saint-Amand-les-Eaux.

## Gemeenten
Het kanton Saint-Amand-les-Eaux-Rive gauche omvatte de volgende gemeenten:
- Bousignies
- Brillon
- Lecelles
- Maulde
- Millonfosse
- Nivelle
- Rosult
- Rumegies
- Saint-Amand-les-Eaux (Sint-Amands-aan-de-Skarpe) (deels, hoofdplaats)
- Sars-et-Rosières
- Thun-Saint-Amand